# Île Kidney
L'île Kidney (en anglais Kidney Island, en espagnol Isla Celebroña), ainsi appelée en raison de sa forme de rognon est une petite île de l'archipel des Malouines d'une superficie de 33 ha, à l'est de l'île de la Malouine orientale et pas très loin de Port Stanley, la capitale de l'archipel.

## Administration
Les îles sont administrées par le Royaume-Uni dans le cadre du Territoire britannique d'outre-mer des îles Falkland. Elle est revendiquée par la République argentine, qui en fait une partie du Département des îles de l'Atlantique Sud dans la province de Terre de Feu, Antarctique et îles de l'Atlantique sud.

## Aire protégée
C'est une réserve naturelle, et contrairement aux îles principales de l'archipel, elle est encore couverte d'herbe tussack, une herbe haute pouvant atteindre 2 mètres qui autrefois couvrait une grande partie de l'archipel et offre un habitat pour la faune. 
Dans celle-ci, on trouve le puffin majeur (seul site de reproduction dans l'Atlantique sud avec 3 îles de Tristan da Cunha),  des gorfous, des manchots papous, des manchots de Magellan et des lions de mer. C'est l'un des trois endroits de l'archipel où le manchot royal niche (les deux autres étant Saunders Island et Volunteer Point sur la Malouine orientale).